# Mobenge
Mobenge est un village du Cameroun situé dans la commune de Toko, l'une des 9 communes du département du Ndian de la Région du Sud-Ouest

## Population
La localité comptait 111 habitants en 1953, 122 en 1968-1969, 128 en 1972, principalement des Ngolo.
Lors du recensement de 2005, 113 personnes y ont été dénombrées. 